# Castillo Hachigata
El Castillo Hachigata (鉢形城 Hachigata-jō?) es un castillo japonés del tipo yamashiro ubicado en Yorii, prefectura de Saitama, Japón.

## Historia
El castillo Hachigata fue construido aproximadamente en el año 1476 por Nagao Kageharu del clan Hōjō. Esta fortaleza fue construida en una excelente ubicación desde la cual se podía controlar el tráfico de importantes rutas comerciales además de que estaba localizado entre dos ríos. Hōjō Ujikuni mejoró las defensas del castillo después de convertirse en daimyō en 1560. Takeda Shingen intentó sitiar el castillo en 1568 durante el Asedio de Hachigata de 1568, pero falló debido a sus efectivas fortificaciones. Durante un mes completo en 1590, el castillo Hachigata repelió simultáneamente las fuerzas de Maeda Toshiie y de Uesugu Kagekatsu con tan solo 3,000 hombres durante el Asedio de Hachigata de 1590. Ujikuni finalmente se rindió con la condición de que las vidas de sus hombres fueran perdonadas.
El castillo fue demolido durante el periodo Edo.
El día de hoy el sitio aloja un museo dedicado a la historia del castillo, solo existen algunas ruinas y algunos muros, una puerta y un edificio han sido reconstruidos.